# Керш, Джеральд
Джеральд Керш (англ. Gerald Kersh, 26 августа 1911, Теддингтон, Англия — 5 ноября 1968, Мидлтаун, штат Нью-Йорк, США) — английский писатель. Автор многих рассказов в жанрах ужаса, научной фантастики, фэнтези, детектива.

## Биография
Керш вырос в еврейской семье. Начал писать в 8 лет. После школы сменил много занятий, работал менеджером в кино, телохранителем, сборщиком долгов, поваром, коммивояжёром, учителем французского, борцом. После выхода автобиографического романа «Евреи без Иеговы» в 1934 году родственники, узнавшие себя в персонажах, подали на писателя в суд, и книгу изъяли из продажи. Второй его роман, «чёрный» детектив «Ночь и город» (1938) дважды был экранизирован; первая версия считается классикой нуара.
После войны Керш переехал в Америку, с 1950 года постоянно болел. После смерти в 1968 году оказался практически забыт.

## Влияние
Харлан Эллисон назвал Джеральда Керша своим любимым писателем.
Джордж Р. Р. Мартин упоминал Керша среди авторов, оказавших влияние на его творчество.

## Книги
Ночь и город: Роман / Пер. с англ. А. Патрикеевой. — Екатеринбург: У-Фактория; М.: Б. С. Г.-Пресс, 2003. — 445 с — (Нуар). — ISBN 5-94799-314-7, Тираж 5000 экз.
Секрет бутылки (The Secret of the Bottle; 1958). Этот рассказ получил премию «Эдгар».